# Jan Jiří I. Sasko-Eisenašský
Jan Jiří I. Sasko-Eisenašský (12. července 1634, Výmar – 16. září 1686, Marksuhl) byl v letech 1671 až 1686 sasko-eisenašským vévodou.

## Život
Jan Jiří se narodil jako pátý, ale třetí přeživší syn vévody Viléma Sasko-Výmarského a jeho manželky Eleonory Doroty Anhaltsko-Desavské. Po otcově smrti (1662) zdědil nejstarší bratr Jan Arnošt Výmar a druhý bratr Adolf Vilém obdržel Eisenach. Jan Jiří dostal příjem z nového sasko-eisenašského vévodství a usadil se v městečku Marksuhl.
V roce 1668 zemřel jeho bratr Adolf Vilém. Jeho pátý a tou dobou jediný žijící syn Vilém August se narodil osm dní po otcově smrti a ve chvíli svého narození se stal sasko-eisenašským vévodou, Jan Jiří se stal jeho regentem a poručíkem. Vilém August v pouhých dvou letech v roce 1671 a Jan Jiří zdědil vévodství.
Následujícího roku (1672) zemřel bezdětný čtrnáctiletý sasko-altenburský vévoda Fridrich Vilém III. Jeho smrt si vynutila novou smlouvu o rozdělení rodinných zemí mezi Jana Jiřího, jeho přeživší bratry a jeho bratrance. Jan Jiří byl potvrzen ve svém držení Eisenachu a obsadil některá města, zatímco jeho mladší bratr Bernard zdědil Jenu.
Jan Jiří zemřel 19. září 1686 ve věku 52 let při nehodě na lovu v Eckhartshausenu.

## Manželství a potomci
Jan Jiří se ve Wallau 29. května 1661 v necelých sedmadvaceti letech oženil s o dva roky starší hraběnkou Johanettou ze Sayn-Wittgensteinu, dědičkou Sayn-Altenkirchenu. Za pětadvacet let manželství se jim narodilo osm dětí:
- Eleonora Sasko-Eisenašská (13. dubna 1662 – 19. září 1696)
⚭ 1681 Jan Fridrich Braniborsko-Ansbašský (1654–1686)
⚭ 1692 Jan Jiří IV. Saský (1668–1694), saský kurfiřt
- Fridrich August Sasko-Eisenašský (30. října 1663 – 19. září 1684)
- Jan Jiří II. Sasko-Eisenašský (24. července 1665 – 10. listopadu 1698), sasko-eisenašský vévoda od roku 1684 až do své smrti, ⚭ 1688 Žofie Šarlota Württemberská (1671–1717)
- Jan Vilém III. Sasko-Eisenašský (17. října 1666 – 14. ledna 1729), sasko-eisenašský vévoda od roku 1698 až do své smrti
⚭ 1690 Amálie Nasavsko-Dietzská (1655–1695)
⚭ 1697 Kristýna Juliána Bádensko-Durlašská (1678–1707)
⚭ 1708 Magdaléna Sibyla Sasko-Weissenfelská (1673–1726)
⚭ 1727 Marie Kristýna Felicitas Leiningensko-Dagsbursko-Falkenbursko-Heidesheimská (1692–1734)
- Maxmilián Jindřich Sasko-Eisenašský (17. října 1666 – 23. července 1668)
- Luisa Sasko-Eisenašská (18. dubna 1668 – 26. června 1669)
- Frederika Alžběta Sasko-Eisenašská (5. května 1669 – 12. listopadu 1730), ⚭ 1698 Jan Jiří Sasko-Weissenfelský (1677–1712)
- Arnošt Gustav Sasko-Eisenašská (28. srpna 1672 – 16. listopadu 1672)

## Vývod z předků
|                              |                                     |  |                            |                                  |  |  |  |  |  |  |  | Jan Fridrich I. Saský |
|                              |                                     |  |                            |                                  |  |  |  |  |  |  |  |                       |
|                              | Jan Vilém Sasko-Výmarský            |  |                            |                                  |  |  |  |  |  |  |  |                       |
|                              |                                     |  |                            |                                  |  |  |  |  |  |  |  |                       |
|                              |                                     |  |                            | Sibyla Klevská                   |  |  |  |  |  |  |  |                       |
|                              |                                     |  |                            |                                  |  |  |  |  |  |  |  |                       |
|                              | Jan II. Sasko-Výmarský              |  |                            |                                  |  |  |  |  |  |  |  |                       |
|                              |                                     |  |                            |                                  |  |  |  |  |  |  |  |                       |
|                              |                                     |  |                            | Fridrich III. Falcký             |  |  |  |  |  |  |  |                       |
|                              |                                     |  |                            |                                  |  |  |  |  |  |  |  |                       |
|                              | Dorotea Zuzana Simmernská           |  |                            |                                  |  |  |  |  |  |  |  |                       |
|                              |                                     |  |                            |                                  |  |  |  |  |  |  |  |                       |
|                              |                                     |  |                            | Marie Braniborsko-Kulmbašská     |  |  |  |  |  |  |  |                       |
|                              |                                     |  |                            |                                  |  |  |  |  |  |  |  |                       |
|                              | Vilém Sasko-Výmarský                |  |                            |                                  |  |  |  |  |  |  |  |                       |
|                              |                                     |  |                            |                                  |  |  |  |  |  |  |  |                       |
|                              |                                     |  |                            | Jan V. Anhaltsko-Zerbstský       |  |  |  |  |  |  |  |                       |
|                              |                                     |  |                            |                                  |  |  |  |  |  |  |  |                       |
|                              | Jáchym Arnošt Anhaltský             |  |                            |                                  |  |  |  |  |  |  |  |                       |
|                              |                                     |  |                            |                                  |  |  |  |  |  |  |  |                       |
|                              |                                     |  |                            | Markéta Braniborská              |  |  |  |  |  |  |  |                       |
|                              |                                     |  |                            |                                  |  |  |  |  |  |  |  |                       |
|                              | Dorotea Marie Anhaltská             |  |                            |                                  |  |  |  |  |  |  |  |                       |
|                              |                                     |  |                            |                                  |  |  |  |  |  |  |  |                       |
|                              |                                     |  |                            | Kryštof Württemberský            |  |  |  |  |  |  |  |                       |
|                              |                                     |  |                            |                                  |  |  |  |  |  |  |  |                       |
|                              | Eleonora Württemberská              |  |                            |                                  |  |  |  |  |  |  |  |                       |
|                              |                                     |  |                            |                                  |  |  |  |  |  |  |  |                       |
|                              |                                     |  |                            | Anna Marie Braniborsko-Ansbašská |  |  |  |  |  |  |  |                       |
|                              |                                     |  |                            |                                  |  |  |  |  |  |  |  |                       |
| Jan Jiří I. Sasko-Eisenašský |                                     |  |                            |                                  |  |  |  |  |  |  |  |                       |
|                              |                                     |  |                            |                                  |  |  |  |  |  |  |  |                       |
|                              |                                     |  | Jan V. Anhaltsko-Zerbstský |                                  |  |  |  |  |  |  |  |                       |
|                              |                                     |  |                            |                                  |  |  |  |  |  |  |  |                       |
|                              | Jáchym Arnošt Anhaltský             |  |                            |                                  |  |  |  |  |  |  |  |                       |
|                              |                                     |  |                            |                                  |  |  |  |  |  |  |  |                       |
|                              |                                     |  |                            | Markéta Braniborská              |  |  |  |  |  |  |  |                       |
|                              |                                     |  |                            |                                  |  |  |  |  |  |  |  |                       |
|                              | Jan Jiří I. Anhaltsko-Desavský      |  |                            |                                  |  |  |  |  |  |  |  |                       |
|                              |                                     |  |                            |                                  |  |  |  |  |  |  |  |                       |
|                              |                                     |  |                            | Wolfgang I. z Barby-Mühlingenu   |  |  |  |  |  |  |  |                       |
|                              |                                     |  |                            |                                  |  |  |  |  |  |  |  |                       |
|                              | Anežka z Barby-Mühlingenu           |  |                            |                                  |  |  |  |  |  |  |  |                       |
|                              |                                     |  |                            |                                  |  |  |  |  |  |  |  |                       |
|                              |                                     |  |                            | Anežka z Mansfeld-Mittelortu     |  |  |  |  |  |  |  |                       |
|                              |                                     |  |                            |                                  |  |  |  |  |  |  |  |                       |
|                              | Eleonora Dorotea Anhaltsko-Desavská |  |                            |                                  |  |  |  |  |  |  |  |                       |
|                              |                                     |  |                            |                                  |  |  |  |  |  |  |  |                       |
|                              |                                     |  |                            | Fridrich III. Falcký             |  |  |  |  |  |  |  |                       |
|                              |                                     |  |                            |                                  |  |  |  |  |  |  |  |                       |
|                              | Jan Kazimír Falcko-Simmernský       |  |                            |                                  |  |  |  |  |  |  |  |                       |
|                              |                                     |  |                            |                                  |  |  |  |  |  |  |  |                       |
|                              |                                     |  |                            | Marie Braniborsko-Kulmbašská     |  |  |  |  |  |  |  |                       |
|                              |                                     |  |                            |                                  |  |  |  |  |  |  |  |                       |
|                              | Dorotea Falcko-Simmernská           |  |                            |                                  |  |  |  |  |  |  |  |                       |
|                              |                                     |  |                            |                                  |  |  |  |  |  |  |  |                       |
|                              |                                     |  |                            | August Saský                     |  |  |  |  |  |  |  |                       |
|                              |                                     |  |                            |                                  |  |  |  |  |  |  |  |                       |
|                              | Alžběta Saská                       |  |                            |                                  |  |  |  |  |  |  |  |                       |
|                              |                                     |  |                            |                                  |  |  |  |  |  |  |  |                       |
|                              |                                     |  |                            | Anna Dánská                      |  |  |  |  |  |  |  |                       |
|                              |                                     |  |                            |                                  |  |  |  |  |  |  |  |                       |